# Sorni
Sorni (deutsch Schorn, vgl. Bayerische Adelsfamilie von Schorn) ist eine Fraktion der italienischen Gemeinde (comune) Lavis in der Provinz Trient, Region Trentino-Südtirol. Der Ort gibt einem Weiß- und einem Rotwein mit dem Status einer DOC seinen Namen. Sorni ist eine Unterzone („sottozona“) der DOC Trentino. Sie ist beschrieben in der DOC Trentino
In der Etikettierung der in diesem Anhang genannten Weine kann der Name der Unterzone "Sorni", gefolgt von der Angabe des weißen oder roten Typs, durch die Worte „Bianco dei Sorni“ bzw. „Rosso dei Sorni“ ersetzt werden.
37 Winzer bauen den Sorni auf 19 ha Rebfläche an und ernten im Mittel 675 hl Wein. Von diesen 675 hl entfallen 351 hl auf den Rotwein und 324 hl auf den Weißwein.
Die Rebfläche verteilt sich auf die Gemeinden Lavis, Giovo und San Michele all’Adige.

## Weißwein (Trentino Sorni Bianco DOC)
Der Weißwein sollte aus folgenden Rebsorten bestehen: Nosiola, Müller-Thurgau sowie Silvaner, jeweils einzeln oder gemeinsam. Bisweilen werden Anteile angegeben.
Der Wein sollte jung getrunken werden.

### Beschreibung
(gemäß DOC)
- Farbe: strohgelb, mit grünlichen Reflexen
- Geruch: angenehm, zart
- Geschmack: frisch, harmonisch, manchmal weich
- Alkoholgehalt: mindestens 11,0 Vol.-%
- Säuregehalt: mind. 4,5 g/l
- Trockenextrakt: mind. 17,0 g/l

## Rotwein (Trentino Sorni Rosso DOC)
Der Rotwein besteht aus den Rebsorten Teroldego, Schiava (Schiava gentile, Schiava grigia, Schiava grossa) und/oder Lagrein, jeweils einzeln oder gemeinsam. Bisweilen werden Anteile angegeben.

### Beschreibung
(gemäß DOC)
- Farbe: rubinrot
- Geruch:  ätherisch, zart
- Geschmack: trocken, harmonisch
- Alkoholgehalt: mindestens 11,0 Vol.-%
- Säuregehalt: mind. 4,0 g/l
- Trockenextrakt: mind. 20,0 g/l